# Lisa Hütthaler
Lisa Hütthaler (Wiener Neustadt, 2 de septiembre de 1983) es una deportista austríaca que compitió en triatlón. Ganó dos medallas en el Campeonato Europeo de Triatlón de Media Distancia en los años 2014 y 2016.

## Palmarés internacional
| Campeonato Europeo | Campeonato Europeo | Campeonato Europeo | Campeonato Europeo |
| Año                | Lugar              | Medalla            | Prueba             |
| ------------------ | ------------------ | ------------------ | ------------------ |
| 2014               | Peguera (España)   | Medalla de oro     | Individual         |
| 2016               | Walchsee (Austria) | Medalla de bronce  | Individual         |